# 백갑용
백갑용(白甲鏞, 1914년~1996년 11월 21일)은 대한민국의 동물학자로, 호는 여강(如岡)이며 경북대학교에 재직하며 거미를 주로 연구했다.